# Malafretaz
Malafretaz est une commune française située dans le département de l'Ain, en région Auvergne-Rhône-Alpes.

## Géographie
Malafretaz fait partie de la Bresse.

### Communes limitrophes
| Jayat                  |            | Foissiat                            |
| Montrevel-en-Bresse    | Malafretaz | Bresse Vallons (Étrez)              |
| Saint-Martin-le-Châtel |            | Bresse Vallons (Cras-sur-Reyssouze) |

### Climat
Pour des articles plus généraux, voir Climat d'Auvergne-Rhône-Alpes et Climat de l'Ain.
En 2010, le climat de la commune est de type climat océanique dégradé des plaines du Centre et du Nord, selon une étude du CNRS s'appuyant sur une série de données couvrant la période 1971-2000. En 2020, Météo-France publie une typologie des climats de la France métropolitaine dans laquelle la commune est exposée à un climat semi-continental et est dans la région climatique Bourgogne, vallée de la Saône, caractérisée par un bon ensoleillement (1 900 h/an), un été chaud (18,5 °C), un air sec au printemps et en été et des vents faibles.
Pour la période 1971-2000, la température annuelle moyenne est de 11,5 °C, avec une amplitude thermique annuelle de 17,9 °C. Le cumul annuel moyen de précipitations est de 1 010 mm, avec 12,2 jours de précipitations en janvier et 7,9 jours en juillet. Pour la période 1991-2020, la température moyenne annuelle observée sur la station météorologique de Météo-France la plus proche, « Varennes-st-sa », sur la commune de Varennes-Saint-Sauveur à 19 km à vol d'oiseau, est de 12,1 °C et le cumul annuel moyen de précipitations est de 1 043,2 mm,. Pour l'avenir, les paramètres climatiques de la commune estimés pour 2050 selon différents scénarios d'émission de gaz à effet de serre sont consultables sur un site dédié publié par Météo-France en novembre 2022.

## Urbanisme

### Typologie
Au 1er janvier 2024, Malafretaz est catégorisée commune rurale à habitat dispersé, selon la nouvelle grille communale de densité à 7 niveaux définie par l'Insee en 2022.
Elle est située hors unité urbaine. Par ailleurs la commune fait partie de l'aire d'attraction de Bourg-en-Bresse, dont elle est une commune de la couronne,. Cette aire, qui regroupe 80 communes, est catégorisée dans les aires de 50 000 à moins de 200 000 habitants,.

### Occupation des sols
L'occupation des sols de la commune, telle qu'elle ressort de la base de données européenne d’occupation biophysique des sols Corine Land Cover (CLC), est marquée par l'importance des territoires agricoles (69,1 % en 2018), en diminution par rapport à 1990 (72,6 %). La répartition détaillée en 2018 est la suivante : 
prairies (36 %), terres arables (18,6 %), zones agricoles hétérogènes (14,5 %), eaux continentales (12 %), zones urbanisées (8,2 %), forêts (6,1 %), espaces verts artificialisés, non agricoles (4,6 %).
L'évolution de l’occupation des sols de la commune et de ses infrastructures peut être observée sur les différentes représentations cartographiques du territoire : la carte de Cassini (XVIIIe siècle), la carte d'état-major (1820-1866) et les cartes ou photos aériennes de l'IGN pour la période actuelle (1950 à aujourd'hui).

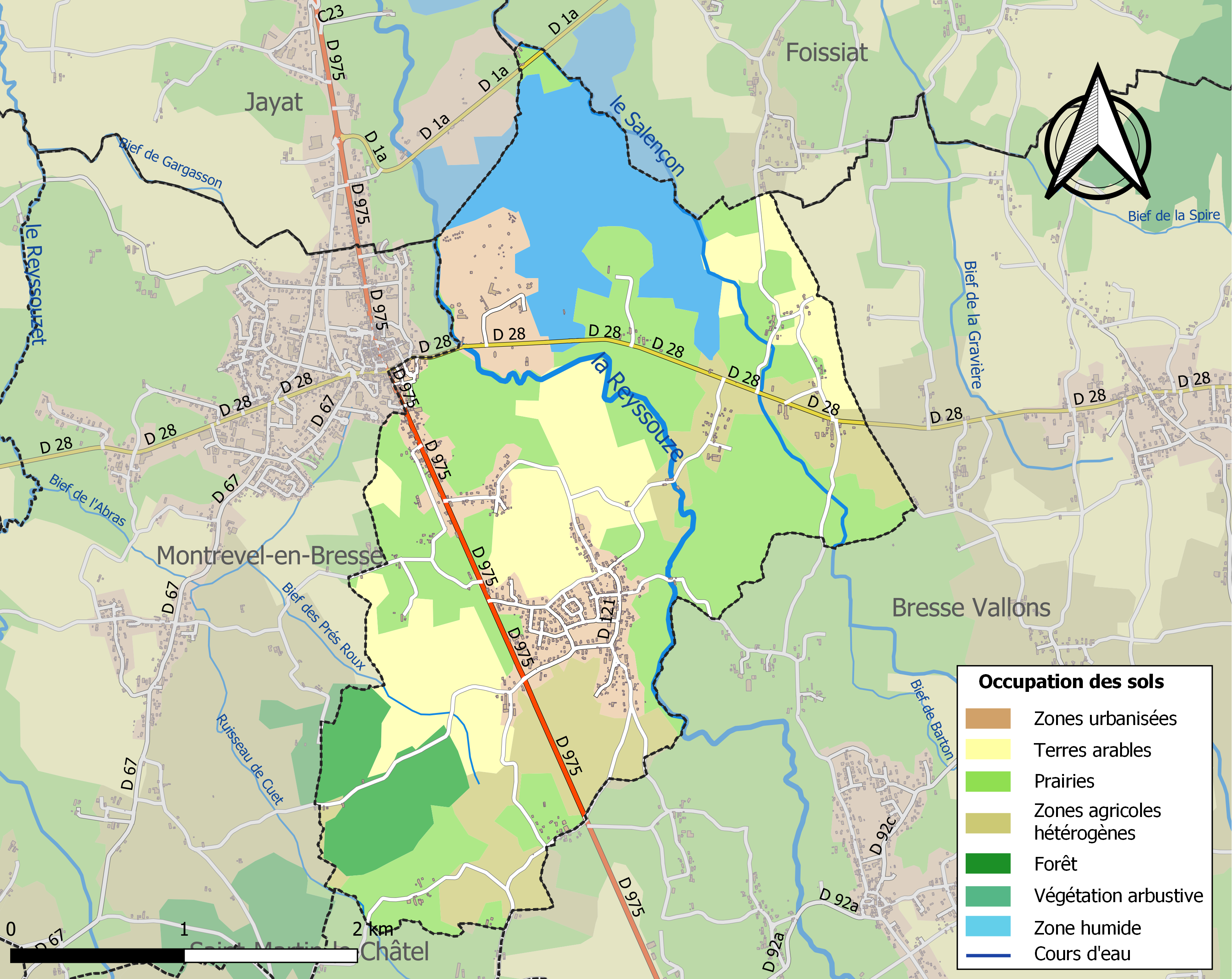
Carte des infrastructures et de l'occupation des sols de la commune en 2018 (CLC).

## Histoire
Le village est mentionné dès le XIIIe siècle. Pendant la période révolutionnaire, alors que la gestion de la nourriture pour les armées est compliquée, Malafretaz fait partie des communes dans lesquelles les habitants sont condamnés par le tribunal de Bourg à verser des grains dans les magasins.

## Politique et administration

Ancien logo de la municipalité.

### Découpage territorial
La commune de Malafretaz est membre de la communauté d'agglomération du Bassin de Bourg-en-Bresse, un établissement public de coopération intercommunale (EPCI) à fiscalité propre créé le 1er janvier 2017 dont le siège est à Bourg-en-Bresse. Ce dernier est par ailleurs membre d'autres groupements intercommunaux.
Sur le plan administratif, elle est rattachée à l'arrondissement de Bourg-en-Bresse, au département de l'Ain et à la région Auvergne-Rhône-Alpes. Sur le plan électoral, elle dépend du canton d'Attignat pour l'élection des conseillers départementaux, depuis le redécoupage cantonal de 2014 entré en vigueur en 2015, et de la première circonscription de l'Ain pour les élections législatives, depuis le dernier découpage électoral de 2010.

### Administration municipale

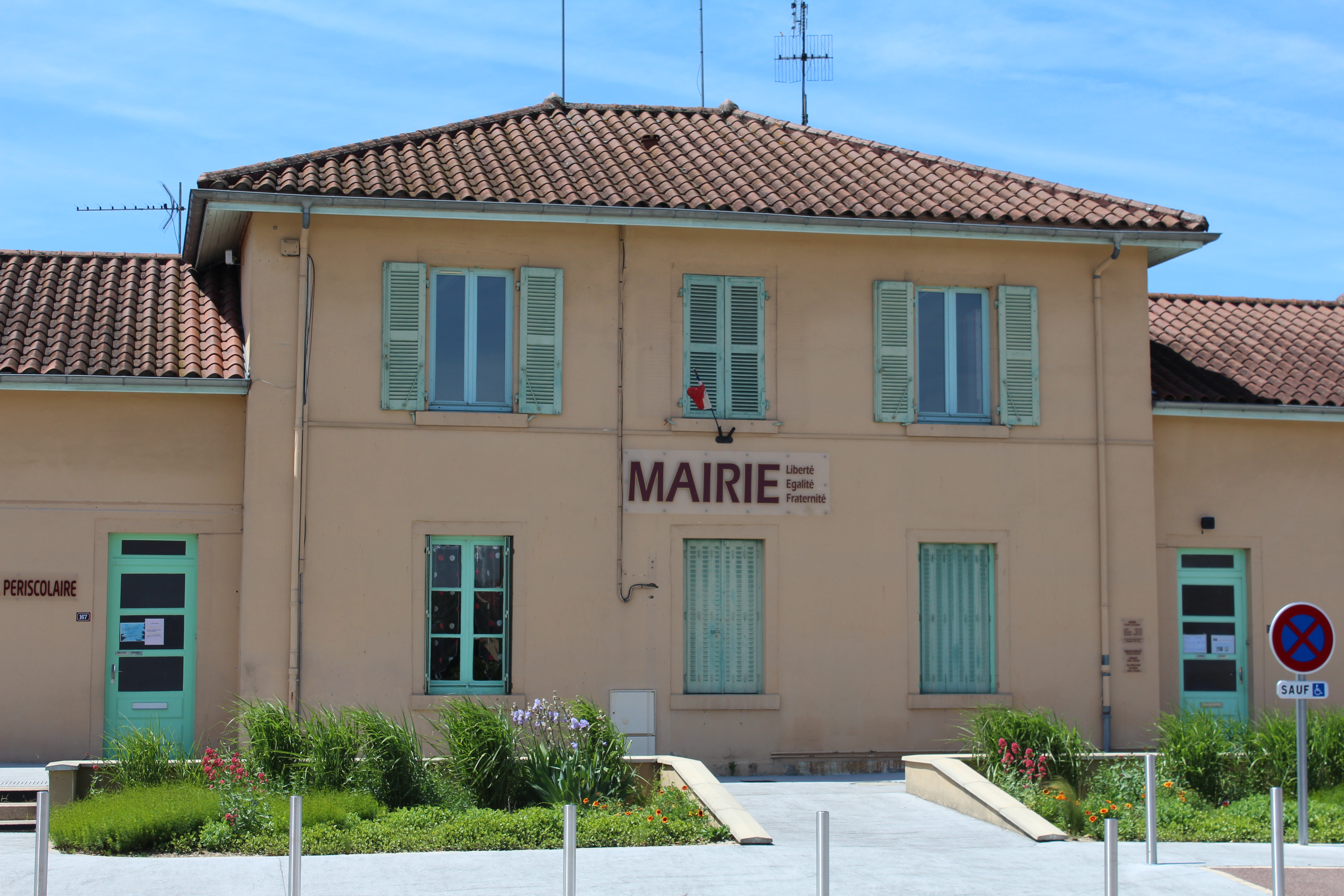
Mairie.

| Période                                  | Période   | Identité        | Étiquette | Qualité  |
| ---------------------------------------- | --------- | --------------- | --------- | -------- |
| 1977                                     | mars 2008 | Jean-Paul Morel | DVG       |          |
| mars 2008                                | mai 2020  | Alain Viviet    | DVD       | Retraité |
| mai 2020                                 | En cours  | Gary Leroux     |           |          |
| Les données manquantes sont à compléter. |           |                 |           |          |

## Population et société

### Démographie
L'évolution du nombre d'habitants est connue à travers les recensements de la population effectués dans la commune depuis 1793. Pour les communes de moins de 10 000 habitants, une enquête de recensement portant sur toute la population est réalisée tous les cinq ans, les populations de référence des années intermédiaires étant quant à elles estimées par interpolation ou extrapolation. Pour la commune, le premier recensement exhaustif entrant dans le cadre du nouveau dispositif a été réalisé en 2008.

En 2022, la commune comptait 1 235 habitants, en évolution de +3,96 % par rapport à 2016 (Ain : +5,15 %, France hors Mayotte : +2,11 %).
| 1793 | 1800 | 1806 | 1821 | 1831 | 1836 | 1841 | 1846 | 1851 |
| ---- | ---- | ---- | ---- | ---- | ---- | ---- | ---- | ---- |
| 467  | 430  | 480  | 467  | 483  | 515  | 510  | 475  | 510  |

| 1856 | 1861 | 1866 | 1872 | 1876 | 1881 | 1886 | 1891 | 1896 |
| ---- | ---- | ---- | ---- | ---- | ---- | ---- | ---- | ---- |
| 461  | 495  | 497  | 506  | 514  | 546  | 568  | 540  | 539  |

| 1901 | 1906 | 1911 | 1921 | 1926 | 1931 | 1936 | 1946 | 1954 |
| ---- | ---- | ---- | ---- | ---- | ---- | ---- | ---- | ---- |
| 539  | 540  | 532  | 506  | 516  | 532  | 531  | 558  | 557  |

| 1962 | 1968 | 1975 | 1982 | 1990 | 1999 | 2006 | 2008 | 2013  |
| ---- | ---- | ---- | ---- | ---- | ---- | ---- | ---- | ----- |
| 531  | 526  | 549  | 530  | 624  | 674  | 840  | 888  | 1 134 |

| 2018  | 2022  | - | - | - | - | - | - | - |
| ----- | ----- | - | - | - | - | - | - | - |
| 1 243 | 1 235 | - | - | - | - | - | - | - |

### Sports

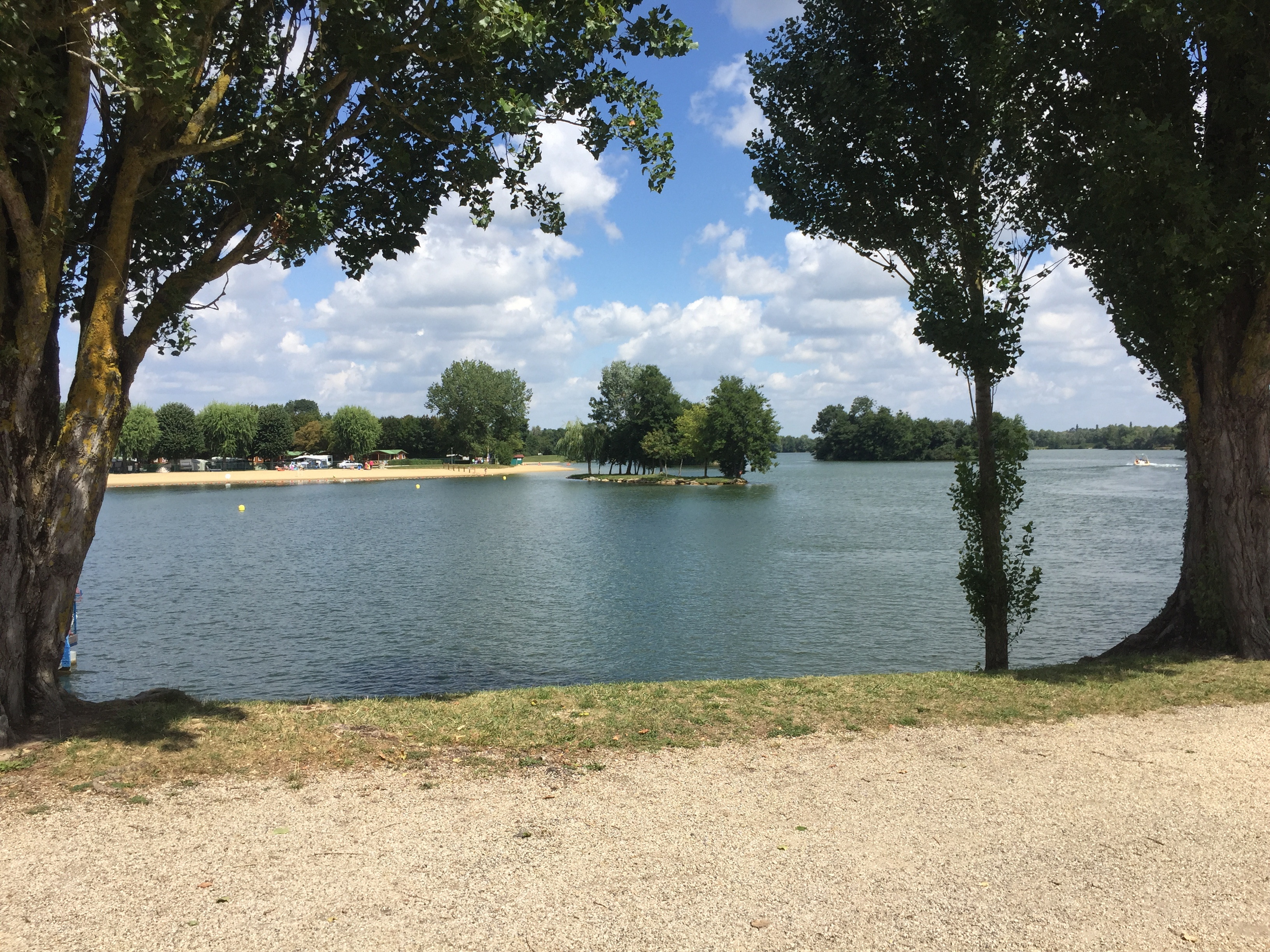
La Plaine Tonique.

Au nord du territoire est localisée la base de loisirs de la Plaine Tonique qui regroupe un lac et un centre aquatique où on peut se baigner, un camping et des installations sportives. On y trouve à proximité un centre de karting, un terrain de golf. On y trouve aussi un centre sportif regroupant deux terrains de football, trois terrains de rugby à XV et deux courts de tennis qui sont utilisés par le FC Plaine Tonique, Bresse Tonic Foot et le RC Canton Montrevel-en-Bresse.
La 6e étape du Tour de France 2007 est passée à Malafretaz. La Plaine Tonique a accueilli à 4 reprises le Tour de l'Ain. Lors de l'édition 2015, elle a été point de départ de l'étape 1 tandis qu'elle a été le lieu du grand départ en 2016. En 2014 et en 2023, elle a été le lieu d'arrivée de la première étape.

## Culture locale et patrimoine

### Lieux et monuments
- Moulin de la Bevière.
- Église Saint-Marc de Malafretaz incluant la pierre tombale d'Alix de Chastillon[réf. souhaitée] datant de 1321.

### Personnalités liées à la commune
- Amédée Mercier, député de l'Ain, est né dans la commune en 1890.